# Машиу
Машиу (порт. Machio)  —  район (фрегезия) в Португалии,  входит в округ Коимбра. Является составной частью муниципалитета  Пампильоза-да-Серра. По старому административному делению входил в провинцию Бейра-Байша. Входит в экономико-статистический  субрегион Пиньял-Интериор-Норте, который входит в Центральный регион. Население составляет 146 человек на 2001 год. Занимает площадь 14,98 км².